# Midmar Mile
Die Midmar Mile ist ein Freiwasserschwimmen-Event, das seit 1973 jährlich im Februar auf dem Midmar-Stausee nördlich von Pietermaritzburg, KwaZulu-Natal in Südafrika stattfindet. 2009 bekam es einen Eintrag im Guinness-Buch der Rekorde als weltgrößtes Freiwasserschwimmereignis mit in jenem Jahr 13.755 Teilnehmern.
Häufigster Gewinner ist mit bislang (2015) 6 Siegen der Südafrikaner Chad Ho, Weltmeister des Jahres 2015 über 5 km. Zweimal konnten sich deutsche Herren in die Siegerliste eintragen: 1998 gewann Exweltmeister Jörg Hoffmann und 2009 der spätere Freiwasserweltmeister Christian Reichert; 2009 wurde dessen spätere Ehefrau Nadine Pastor Zweite hinter der Rekordgewinnerin bei den Damen, der Engländerin Keri-Anne Payne, Silbermedaillengewinnerin über 10 km in Peking 2008, mit 7 Erfolgen. Die schnellste Zeit bei den Herren schwamm 2006 mit 17:47 min der Südafrikaner Troyden Prinsloo. 